# Kruipend zenegroen
Kruipend zenegroen (Ajuga reptans) is een groenblijvende, vaste plant, die behoort tot de lipbloemenfamilie (Lamiaceae). De plant wordt veel als bodembedekker in siertuinen toegepast. De plant komt van nature voor in Eurazië. Er zijn verschillende cultivars in de handel, die in bladkleur en bloemkleur kunnen verschillen.

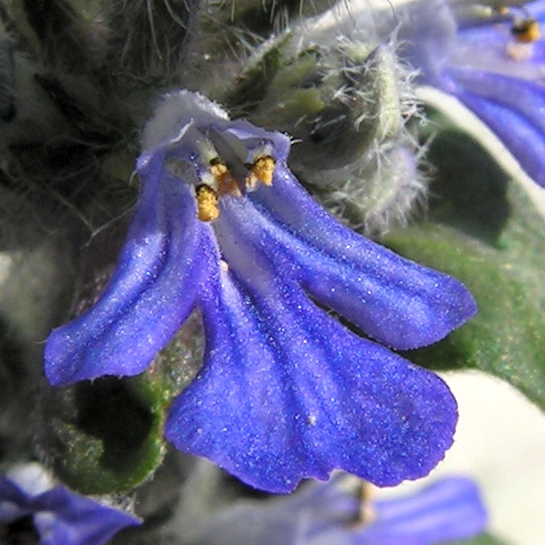

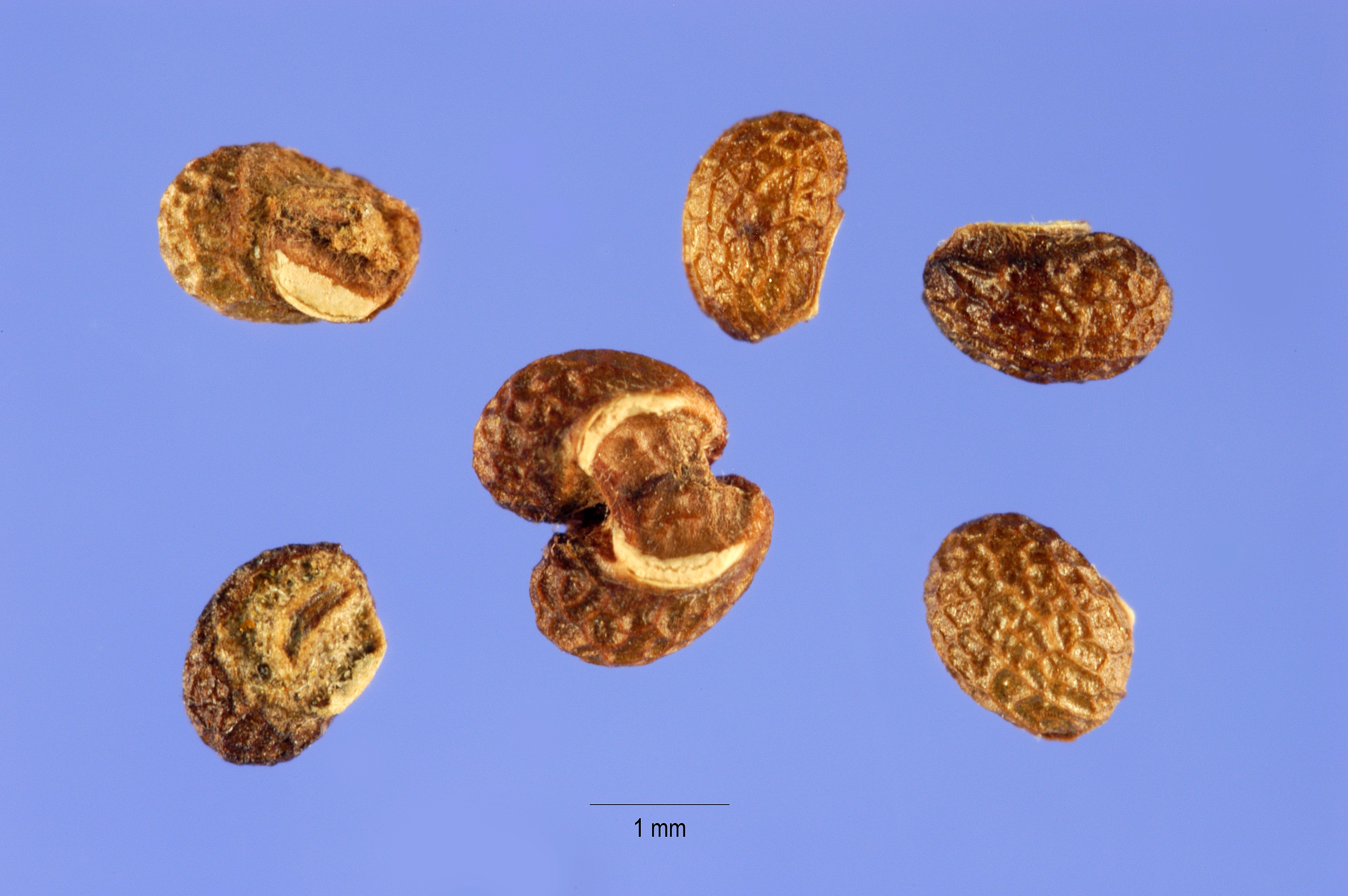
Zaden

De plant wordt 5–40 cm hoog en vormt sterke wortelstokken. De plant heeft ook lange bebladerde uitlopers, die op de knopen kunnen wortelen. De vierkantige stengel is aan de voet kaal of weinig behaard. Verderop is de stengel met twee rijen of rondom zacht behaard.
Kruipend zenegroen bloeit van april tot juni met circa 1,3 cm grote, blauwpaarse bloemen. Soms komen ook planten met roze of witte bloemen voor. De bloemen vormen een tamelijk losse schijnkrans. De bovenste schutbladen zijn korter dan de bloemen.
De vrucht is een vierdelige splitvrucht. Op de zaden zit een mierenbroodje.
De plant is een nectarplant voor bijen en dagvlinders. Daarnaast is het de waardplant van de microvlinder Endothenia ustulana.
De plant komt in Nederland in het wild algemeen voor langs de waterkant en in vochtige bossen.

## Plantengemeenschap
Het kruipend zenegroen is een kensoort voor de klasse van eiken- en beukenbossen op voedselrijke grond.